# Emile van Dievoet

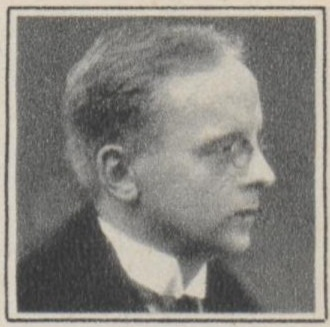
Emile van Dievoet

Emile van Dievoet (mit vollem Namen Emile Josse van Dievoet, auch Emiel van Dievoet; * 10. Juni 1886 in Sint-Katherina-Lombeek; † 24. Juni 1967 in Löwen) war ein belgischer Jurist und Politiker.

## Leben
Emile van Dievoet war der Sohn eines Schmieds, der nebenher einen Gasthof betrieb. Seine Begabung ermöglichte ihm den Besuch einer Höheren Schule. Er studierte Jura und Politische Wissenschaften an der Katholischen Universität Löwen. 1912 wurde er zum Dr. jur. und bereits ein Jahr darauf zum Dr. rer. pol. promoviert. Nach seiner zweifachen Promotion war er zunächst Syndikus in der Versicherungswirtschaft.
Von 1919 bis 1954 war Van Dievoet Professor für Rechtswissenschaften und für Staatswissenschaften an der Katholischen Universität Löwen. Er war einer der ersten Professoren, die sich die Freiheit gaben, an dieser Universität, an der damals durchweg auf Französisch gelehrt wurde, Vorlesungen in niederländischer Sprache zu halten. Er trug maßgeblich dazu bei, dass das Niederländische in der belgischen Rechtspflege in Gebrauch kam. Indem die Dominanz des Französischen an den Gerichten und in der Anwaltschaft aufgebrochen werden konnte, wurde für diejenigen, die des Französischen nicht mächtig waren, der Zugang zum Rechtswesen erleichtert. Van Dievoet war Mitglied der 1923 von der belgischen Regierung eingesetzten Kommission zur Übersetzung der Gesetzbücher und Gesetze (Commissie, belast met de voorbereiding van de Nederlandse tekst van de Grondwet, de Wetboeken en de voornaamste wetten en besluiten); von 1954 bis zu seinem Tode war er deren Vorsitzender. Von 1935 bis 1964 war er Vorsitzender des Flämischen Juristenverbandes (Vlaamse Juristenvereniging).
Emile van Dievoet engagierte sich in der Federatie van Katholieke Kringen en Conservatieve Verenigingen und in der Katholieke Partij (seit 1921: Katholiek Verbond, auch Katholieke Unie genannt). Von 1919 bis 1936 war er Mitglied des belgischen Parlamentes. 1931/1932 war er Landwirtschaftsminister und 1939 Justizminister.

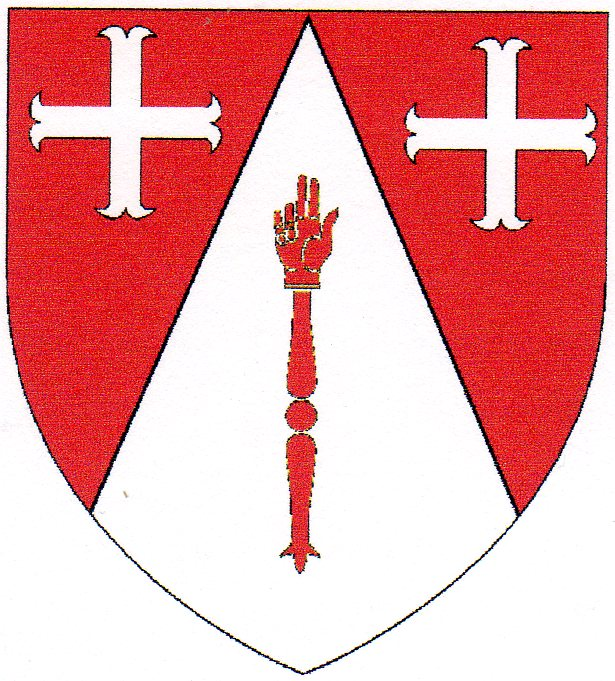
Wappen von Freiherr Emile van Dievoet

## Ehrungen
Seit 1946 war er auswärtiges Mitglied der Königlich Niederländischen Akademie der Wissenschaften.
Am 17. März 1967 verlieh König Baudouin Emile van Dievoet den erblichen Adel.
Die Universitäten Utrecht und Nijmegen verliehen Emile van Dievoet die Ehrendoktorwürde.